# Болярци (област Пловдив)
Вижте пояснителната страница за други значения на Болярци.
Болярци е село в Южна България. То се намира в община Садово, област Пловдив.

## География
Основният отрасъл на местното население е земеделието. Поради плодородните почви тук са отглеждат почти всякакви култури, но доминира отглеждането на фъстъци, царевица, жито и пъпеши.

## История
За първи път името на селото се споменава в акънджийския регистър от 1472 г., където с. Болярци е посочено като „Кара Реислю“ от нахията Филибе (Пловдив). Посочените негови жители са само мюсюлмани. Справката от дефтера от 1472 г. е извършена от историка османист и тюрколог от ОО на НБКМ-Сф – Стоян Шиваров. Старото име на село Болярци е Караоризово. Според местните за първи път в България, именно тук е внесен и отгледан ориз. Поради ключовото си местоположение Болярци е било място на много военни сражения по време на османското владичество. Споменава се и в джелепския регистър от 1576 г. с двама овцевъди – и двамата пришълци – „Нечо Пришелец, нов-25“ и „Велчо Пришелец, нов-25“.
В селото се намира текето на Рис Баба.

## Редовни събития
Всяка година на Гергьовден (6 май) се провежда събор край едноименния параклис до селото.

## Личности
Родени в Болярци
- Трендафил Димитров (1941 –), изтъкнат български хореограф, дългогодишен главен художествен ръководител на АНПТ „Китна Тракия“-Хасково, отдал живота си в популяризиране на българския фолклор по целия свят.
- Хаджи Ангел Иванов - Севлиевеца (1808 – 1890), български църковно-музикален деец
- Атанас Търев (р. 1958), български лекоатлет
- Панайот Златанов, български революционер от ВМОРО, четник на Иван Наумов Алябака[3]